# Horní Lomnice
Horní Lomnice je vesnice v okrese Praha-východ, součást obce Kunice. Nachází se 2,5 km na jih od Kunic a na východě těsně sousedí s jinou částí Kunic, Dolní Lomnicí. Je zde evidováno 41 adres.

## Další fotografie

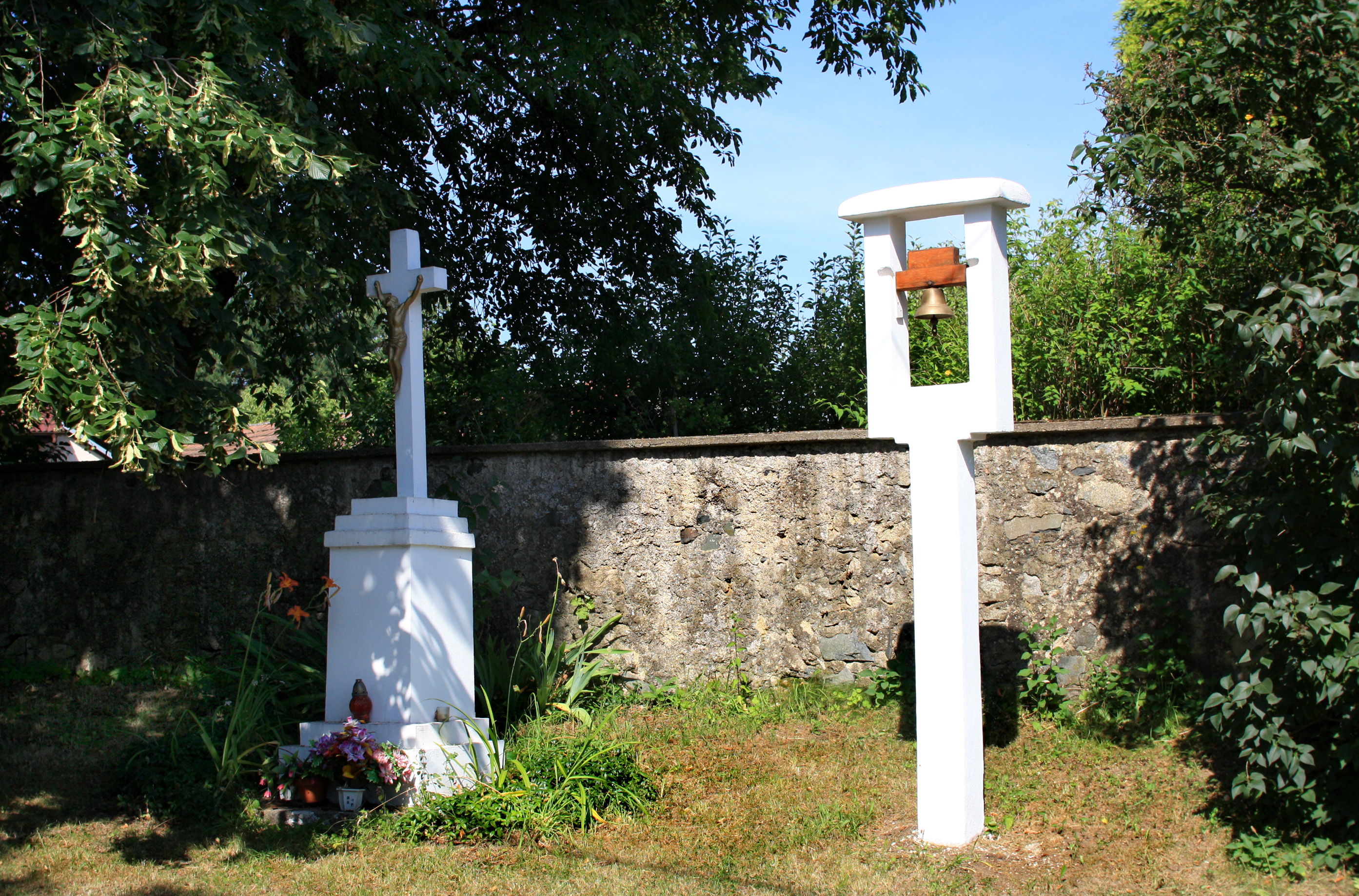
Křížek se zvoničkou
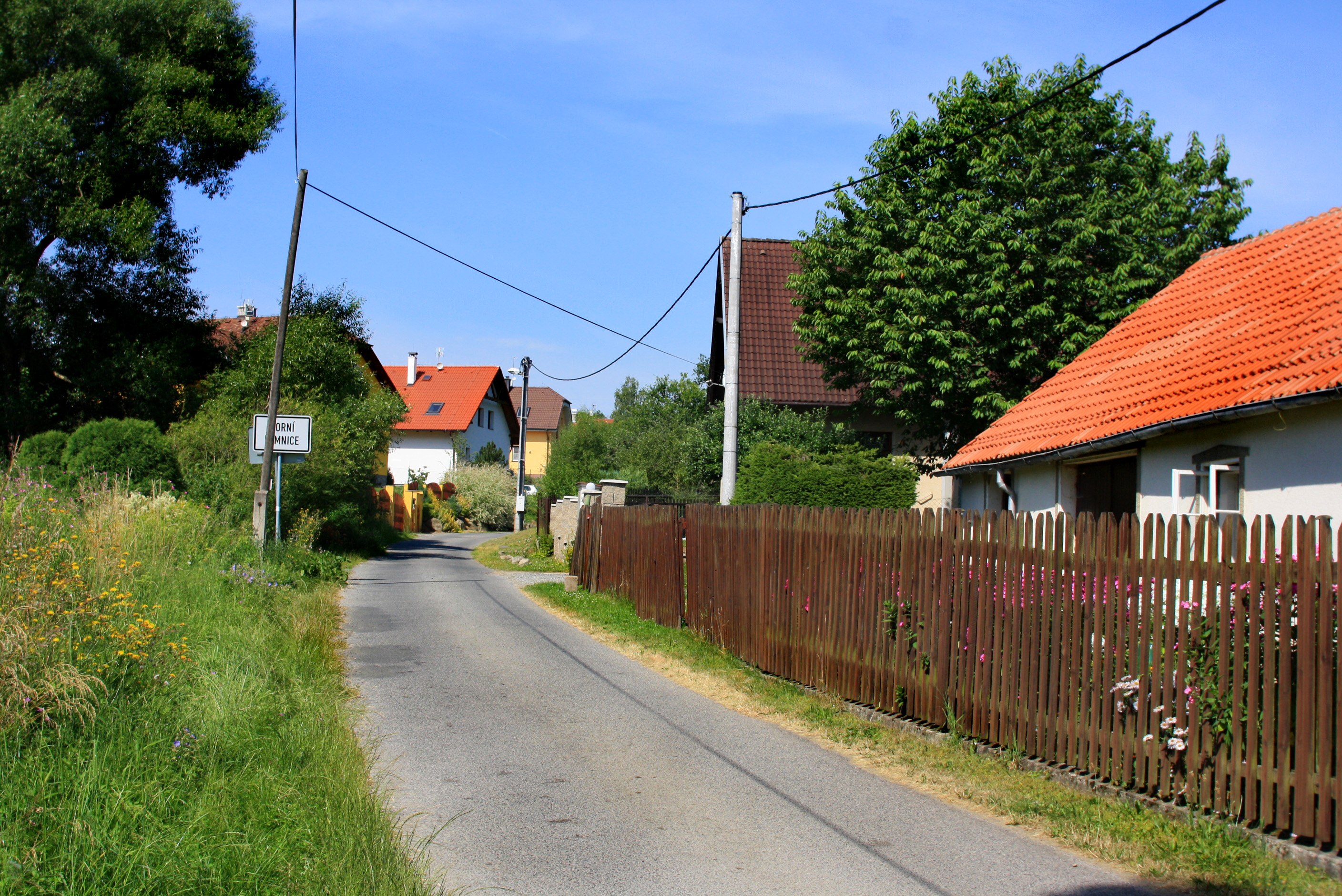
Dolní část vesnice
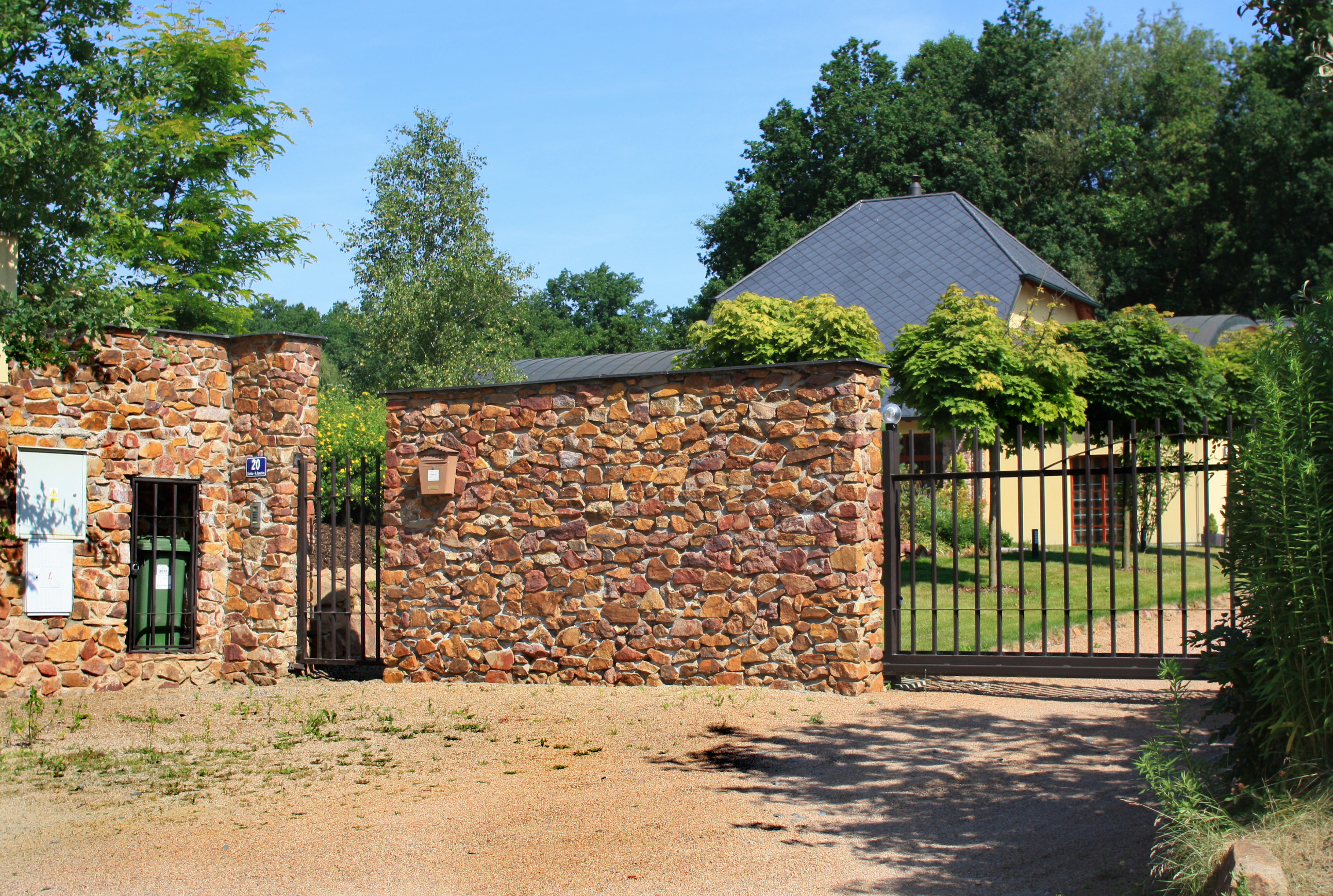
Novostavby